# Harrison (métro de Chicago)
Pour les articles homonymes, voir Harrison.
Harrison est une station souterraine de la ligne rouge du métro de Chicago à proximité du quartier de Printer's Row. Comme les autres stations dans le State Street Subway, elle fut ouverte le 17 octobre 1943 et possède une mezzanine à chacune de ses extrémités. La station se trouve à proximité du Blackstone Hotel et du Hilton Chicago, deux hôtels de luxe situés sur Michigan Avenue.
À l'origine la station était dotée d’une entrée vers Polk Street qui fut fermée le 27 juin 1968 avant d’être rouverte le 9 février 2009 à la suite de l'augmentation des entreprises et des résidents dans le quartier de South Loop. 
En 2008, 951 005 passagers ont utilisé la station Harrison).

## Les correspondances avec lebus
Avec les bus de la Chicago Transit Authority :
- #2 Hyde Park Express
- #6 Jackson Park Express  (Southbound)
- #10 Museum Of Science & Industry
- #29 State (Owl Service)
- #36 Broadway  (Southbound)
- #62 Archer (Southbound) (Owl Service)
- #145 Wilson-Michigan Express
- #146 Inner Drive-Michigan Express

## Dessertes
| Nord/Ouest            |  |             |  | Sud/Est                      |
| --------------------- |  | ----------- |  | ---------------------------- |
| Jackson vers Howard   |  | ligne rouge |  | Roosevelt vers 95th/Dan Ryan |
| modifier sur Wikidata |  |             |  |                              |